# 史瓦帝尼
史瓦帝尼王國，通稱史瓦帝尼，是位於非洲南部的一个內陸國家。史瓦帝尼北、西、南三面均為南非所包圍，東北面則與莫桑比克接壤。該國舊英語官方國名為，其拼寫與歐洲的瑞士（Switzerland）相近，且同屬內陸國，因而有「非洲小瑞士」之稱；但亦由於拼寫相近的關係，英文國名已於2018年4月19日改為現名，其台灣譯名随之從史瓦濟蘭更新作「史瓦帝尼」，而中国大陆、港澳地區、新马两国仍然沿用舊名“斯威士兰”。

## 名稱
2018年4月19日，史瓦帝尼國王姆斯瓦蒂三世宣布將英語國名由改為；其中的史瓦帝語原義是「史瓦帝人的土地」。中文譯名方面，中華民國政府配合史瓦帝尼官方政策由「史瓦濟蘭」改為「史瓦帝尼」。中國大陆仍维持原有译名不变，称「斯威士蘭」。

## 歷史

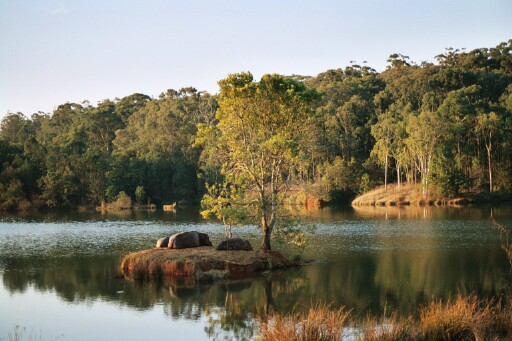
湖泊區

史瓦帝人原屬班圖族之一支，16世紀時班圖族自非洲中部遷徙至南部。18世紀中葉，史瓦帝尼脫離班圖族自立，其領袖為恩史瓦帝，其後該族即以「史瓦帝」為其族名。19世紀中葉，歐洲勢力開始進入此區。
1902年第二次布爾戰爭之後，史瓦帝尼成為英國的保護國。1967年4月，斯威士兰举行大选，国王索布扎二世领导的因博科德沃民族运动取得议会的全部席位，该国也随即于1968年9月6日宣布獨立，索布札成为该国真正的国家元首:64。1973年4月，索布扎二世廢除憲法並解散議會，禁止政黨活動:65。1978年制定新憲法，但並沒有向國民公布，直到2005年才重新施行憲法。1986年4月25日，現任國王姆斯瓦蒂三世即位。

## 行政區劃
| 序号 | 行政区         | 首府            | 面积(km²) | 人口    |
| ---- | -------------- | --------------- | --------- | ------- |
| 1    | 霍霍（Hhohho）       | 姆巴巴内（Mbabane）    | 3,569     | 270,000 |
| 2    | 曼齐尼区（Manzini）   | 曼齐尼（Manzini）      | 5,068     | 319,530 |
| 3    | 盧邦博（Lubombo）     | 锡泰基（Siteki）      | 5,947     | 202,000 |
| 4    | 希塞盧韋尼（Shiselweni） | 恩赫兰加诺 （Nhlangano） | 3,790     | 217,000 |

## 政治
- 國會：為兩院制，分參議院及眾議院。參議院計由30名議員組成；眾議院計由65名議員組成。國會議員之任期每任5年，參眾兩院均能提出法案。

- 內閣[19]：行政部門以首相為首長，下設十八部。
- 首相：戴克禮(RT. Hon. Cleopas Dlamini)。

- 司法機關：史瓦帝尼司法採三級制，即地方法庭、高等法院、最高法院。此外尚有十七個史瓦帝尼傳統法院，負責處理有關習慣法之案件，至於有關移民案件，則由特別法庭審理。

- 元首：為國王姆斯瓦蒂三世（Mswati III），是富比士2008年全球第15位富裕君主，淨資產約達2億美元[20] 。

- 政體：王權式民主(Monarchical Democracy)[21]/立憲君主]。

- 政治情勢：史瓦帝尼人民多數仍支持王室，惟晚近受西方國家要求改革壓力及鄰國南非民主觀念影響下，國內部分社團自主意識抬頭，屢要求開放改革。史瓦帝尼在2005年7月26日通過新憲法，施行王權式民主(Monarchical Democracy)，並依新憲法分別於2008、2013及2018年舉行國會大選，過程平和順利，下屆國會大選將於2023年8、9月間舉行[22] 。

## 社會
恩史瓦帝三世自1986年登基至今，境內幾乎皆為同一種族的住民，民風純樸，每年橡樹果節、蘆葦節及勇士節為重要傳統文化活動。南非是史瓦帝尼主要的進口國，史瓦帝尼半數以上的出口亦皆銷往南非，雙邊經貿關係緊密。史瓦帝尼人口中感染愛滋病病毒之比例甚高，但近年來有所改善，達致95-95-95之成果（即95％感染者自知感染狀況、95％自知者已開始服用藥物，及95％服藥者之體內病毒量受到有效抑制）。史瓦帝尼大幅降低與愛滋病相關之死亡人數達50％，自2010年6,600人減少至2019年之2,300人，年度新增感染人數亦減少50％。根據世界銀行2021年統計數據，史瓦帝尼人平均壽命為57.1歲。

## 經濟概況
斯威士兰经济严重依赖南非，自身回旋余地小，出口商品单一，发展不均衡，社会贫富差距悬殊。人均国内生产总值居撒哈拉沙漠以南非洲国家前列，被世界银行列为中等偏下收入国家。2022年輸出總值約20.3億美元，輸入總值約19.7億美元。主要輸出項目包括：工業用芳香劑、蔗糖、黏著劑、木材、服飾及酒精。主要輸入項目則有汽油、電力、醫療器材設備、醫藥製劑、紡織品、貨車、玉米、水泥、工業用芳香劑、小客車。主要出口國依序分別是南非、肯亞、奈及利亞、莫三比克、辛巴威、英國、坦桑尼亞、波札那、西班牙及納米比亞。主要進口國則為南非、中國大陸、印度、莫三比克、美國、中华民国、愛爾蘭、巴林、德國及日本。在2022年，中華民國對史瓦帝尼出口金額為1,018萬餘美元，以及進口額598萬餘美元。

## 外交
史瓦帝尼參加不結盟運動國家高峰會議，對外政策採取親西方之溫和、中立路線。史瓦帝尼為南非及莫桑比克所包圍，該國與南非的外交關係極為重要。
史瓦帝尼於1968年獨立建國時即與中華民國建交至今，两国邦谊良好，高层互动不断；出于现实政策的考量（史瓦帝尼長期反對共產主義），该国至今從未與中華人民共和國建交，自布基纳法索在2018年5月24日与中华民国再次断交后，史瓦帝尼成为中華民國在非洲唯一的邦交國，并在对方的首都互设大使馆。

## 軍事
無海軍，只有陸軍步兵四千人，裝甲車七輛。並有一些民航機象徵空中武力。

## 经济

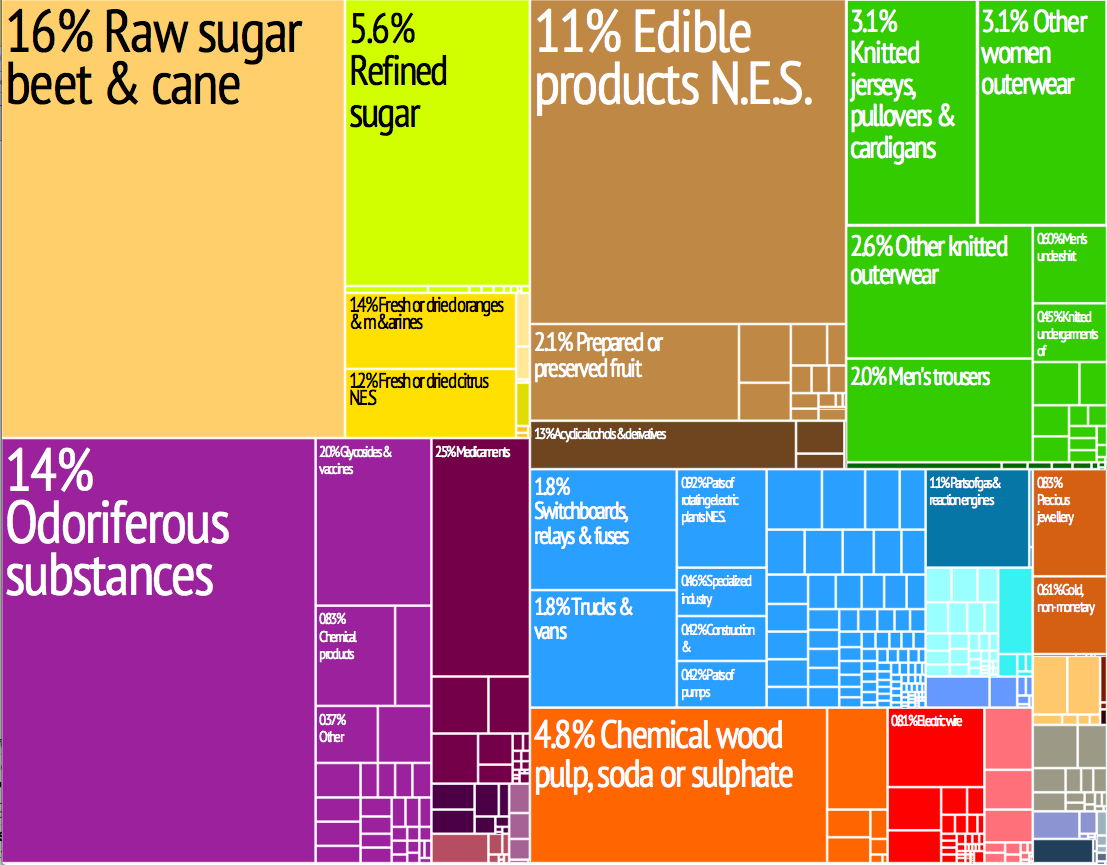
出口產品色塊圖

姆斯瓦蒂三世自1986年執政至今，境內幾乎皆為同一種族的住民。與南非經貿關係密切，南非是史瓦帝尼主要的進口國，史瓦帝尼半數以上的出口亦皆銷至南非。境內偶有糧食匱乏之事发生。
2006年外匯存底2億2千8百萬美元，外債4億1千7百萬美元。
主要輸出項目：蔗糖、紙漿、木材、成衣、柑橘罐裝水果、牛肉
主要輸入項目：汽油、機器及交通器材、紡織品、穀物、水泥、化學品、塑膠品、肥料、飼料
主要出口國：南非、奈及利亞、莫三比克、肯亞、英國、坦尚尼亞、美國、歐盟、納米比亞
主要進口國：南非、中華人民共和國、印度、新加坡、中華民國、美國、義大利

## 人口
2002年時，總人口約1,224,000人。2014年時，總人口約1,268,000人。

### 宗教

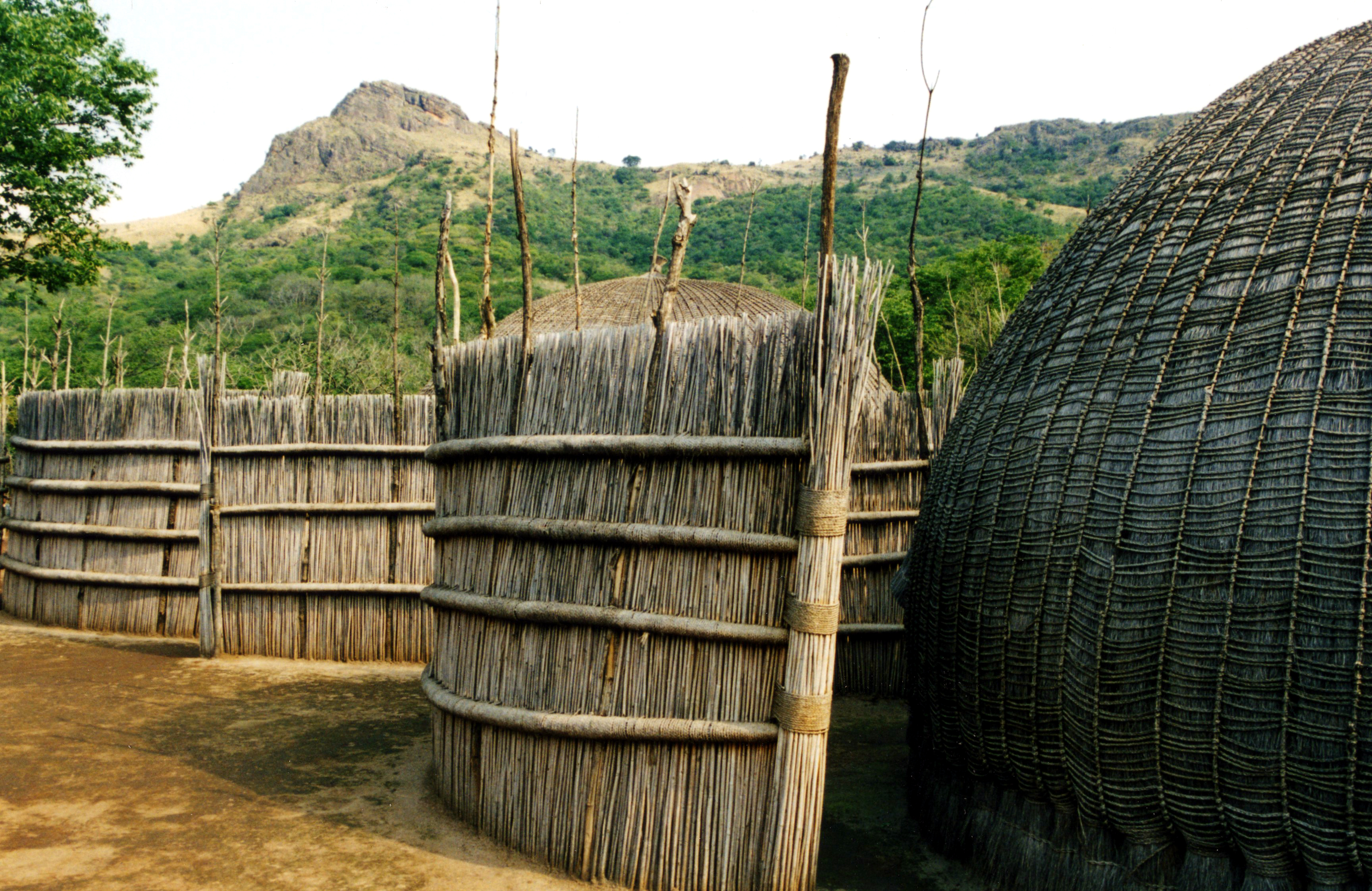
史瓦帝尼的傳統家園

在史瓦帝尼大多數人口為基督徒（89.3％）。總人口40％為新教信徒。其次是天主教信徒，占人口的20％，其餘的是基督教各種派別，如「錫安會」。也有較少其他宗教，如印度教（1.15％）、伊斯蘭教（0.95％）、巴哈伊教（0.5％）。

## 文化

### 體育
史瓦帝尼自1972年慕尼黑奧運起開始有運動員參與奧運，但未曾獲得獎牌。唯一一次冬季奧運的參賽紀錄則是1992年阿爾貝維爾奧運中Keith Fraser參與高山滑雪，成為迄今唯一代表該國參與冬季奧運的選手。
史瓦帝尼國內有一座多功能體育場Somhlolo National Stadium，其以該國於19世紀一位備受尊敬的國王索布扎一世命名，可作為足球、橄欖球的比賽場地，約可容納20000人。

## 衛生

### AIDS問題
根據統計，約有40%人口感染艾滋病毒，患者平均壽命為32歲；每4個史瓦帝尼人中，僅一人可活到40歲。史瓦帝尼19至49歲的人口中，超過四分之一對HIV呈陽性反應，是全球愛滋病問題最嚴重的國家。而當地所有愛滋病患者中，有83%同時患有肺結核，而結核的死亡率為18%。

### 人均預期壽命
2015年，史瓦帝尼人民的預期壽命為58.9歲。根據數據研究及統計網站Our World in Data的人口壽命世界分佈圖，顯示史瓦帝尼在2021年的人均預期壽命為57.1歲，全球倒數第七。

## 主要媒體
- 史瓦濟蘭時報（Times of Swaziland）
- 史瓦帝尼觀察家報（Eswatini Observer）
- 史瓦帝國家電視台（Swazi TV）
- Service國營廣播電台（Swaziland Broadcasting and Information）[28]